# Österbymo
Österbymo est une localité de Suède dans la commune d'Ydre, dont elle est le chef-lieu, située dans le comté d'Östergötland.
Sa population était de 924 habitants en 2019.